# Championnat du Sénégal de football 1996
 (mars 2025).
Navigation
Saison 1995 Saison 1997
La saison 1996 du Championnat du Sénégal de football est la trente-et-une édition de la première division au Sénégal. Les seize meilleures équipes du pays sont réparties en deux poules où elles s'affrontent deux fois, à domicile et à l'extérieur. À l'issue du championnat, les deux derniers de chaque groupe sont relégués et remplacés par les deux meilleurs clubs de Division 2 tandis que les deux premiers disputent la phase finale nationale.
C'est l'Association sportive et culturelle Sonacos qui remporte le championnat cette saison après avoir battu lors de la finale nationale l'Association sportive et culturelle La Linguère de Saint-Louis. C'est le quatrième titre de champion du Sénégal de l'histoire du club.
Le vainqueur du championnat se qualifie pour la Ligue des champions de la CAF 1997 tandis que le vainqueur de la Coupe du Sénégal de football obtient son billet pour la Coupe d'Afrique des vainqueurs de coupe de football 1997. Enfin, le deuxième du championnat se qualifie pour la Coupe de la CAF 1997 et le troisième clubs obtient son billet pour la prochaine édition de la Coupe de l'UFOA 1997, une compétition régionale réservée aux clubs de l'Afrique de l'Ouest.

## Les clubs participants
| - ASC Linguère - SONACOS - ASC Port Autonome - ASC Diaraf - US Rail - ASFA Dakar - Espoirs de Bignona | - ASC Niayes (Pikine) - Promu de Division 2 - ASC Yeggo - Promu de Division 2 - ASEC Ndiambour - ASC Jeanne d'Arc - AS Douanes - Stade de Mbour - ESO (Grand Dakar) - ETICS Mboro - Compagnie sucrière sénégalaise - US Gorée |

## Compétition
Le barème de points servant à établir les classements se décompose ainsi :
- Victoire : 2 points
- Match nul : 1 point
- Défaite : 0 point

### Première phase

#### Groupe A
| Rang | Équipe               | Pts | J  | G | N | P | Bp | Bc | Diff |
| ---- | -------------------- | --- | -- | - | - | - | -- | -- | ---- |
| 1    | ASC Linguère         | 23  | 12 | 6 | 5 | 1 | 9  | 4  | +5   |
| 2    | ASC Port Autonome    | 21  | 12 | 6 | 3 | 3 | 8  | 2  | +6   |
| 3    | SONACOS              | 20  | 13 | 6 | 2 | 5 | 6  | 5  | +1   |
| 4    | ASC Diaraf           | 18  | 13 | 5 | 3 | 5 | 6  | 5  | +1   |
| 5    | US Rail              | 15  | 13 | 4 | 3 | 6 | 6  | 8  | -2   |
| 6    | ASFA Dakar           | 14  | 13 | 3 | 5 | 5 | 5  | 7  | -2   |
| 7    | Espoirs de Bignona   | 18  | 16 | 4 | 6 | 6 | 8  | 10 | -2   |
| 8    | ASC Niayes (Pikine)P | 12  | 13 | 2 | 6 | 5 | 1  | 5  | -4   |

|  | Qualification pour la phase finale nationale                                     |
|  | Relégation directe en Division 2                                                 |
|  | T : Tenant du titre C : Vainqueur de la Coupe du Sénégal P : Promu de Division 2 |

- Pour une raison indéterminée, les deux meilleures équipes du groupe A jouent le match final pour le titre.

#### Groupe B
| Rang | Équipe                         | Pts | J  | G | N | P | Bp | Bc | Diff |
| ---- | ------------------------------ | --- | -- | - | - | - | -- | -- | ---- |
| 1    | ASEC Ndiambour                 | 23  | 12 | 6 | 5 | 1 | 9  | 4  | +5   |
| 2    | ASC Jeanne d'Arc               | 21  | 12 | 6 | 3 | 3 | 8  | 2  | +6   |
| 3    | AS Douanes                     | 20  | 13 | 5 | 5 | 3 | 5  | 6  | -1   |
| 4    | ASC YeggoP                     | 17  | 13 | 4 | 5 | 4 | 5  | 4  | +1   |
| 5    | ESO (Grand Dakar)              | 16  | 13 | 4 | 4 | 5 | 7  | 5  | +2   |
| 6    | ETICS Mboro                    | 15  | 13 | 3 | 6 | 5 | 3  | 7  | -4   |
| 7    | Compagnie sucrière sénégalaise | 14  | 13 | 3 | 5 | 5 | 4  | 4  | 0    |
| 8    | US GoréeC                      | 10  | 13 | 2 | 4 | 7 | 3  | 6  | -3   |

|  | Qualification pour la phase finale nationale                                     |
|  | Qualification pour la Coupe des Coupes 1997                                      |
|  | Relégation directe en Division 2                                                 |
|  | Qualification pour la Coupe de l'UFOA 1997                                       |
|  | T : Tenant du titre C : Vainqueur de la Coupe du Sénégal P : Promu de Division 2 |

### Phase finale nationale

#### Demi-finales
| Équipe 1     | Résultat | Équipe 2     |
| ------------ | -------- | ------------ |
| SONACOS      | 3 - 0    | ASC Linguère |
| ASC Linguère | 1 - 0    | SONACOS      |

#### Finale
| 1er septembre 1996 | SONACOS                                          | 3 – 0   | ASC Linguère | Stade Ely Manel Fall |  |
|                    | Sidi Niang 36e, Cheikh Oumar Tall 49e 85e (pen.) | (1 – 0) |              |                      |  |

| 4 septembre 1996 | ASC Linguère | 1 – 0 | SONACOS | Dakar |
|                  | But inscrit  |       |         |       |

## Bilan de la saison
| Championnat du Sénégal de football 1996 |                     |
| Champion                                | SONACOS (4e titre)  |
| Coupes et trophées                      |                     |
| Vainqueur de la Coupe du Sénégal 1996   | US Gorée            |
| Qualifications continentales            |                     |
| Ligue des champions de la CAF 1997      | SONACOS             |
| Coupe des Coupes 1997                   | US Gorée            |
| Coupe de la CAF 1997                    | ASC Linguère        |
| Coupe de l'UFOA 1997                    | ASEC Ndiambour      |
| Promotions et relégations               |                     |
| Promus en Division 1                    | Casa Sports         |
| Promus en Division 1                    | Dakar UC            |
| Relégués en Division 2                  | ASC Niayes (Pikine) |
| Relégués en Division 2                  | US Gorée            |
| Relégués en Division 2                  | ASFA Dakar          |
| Relégués en Division 2                  | ETICS de Mboro      |